# Blackstone Inc.
Blackstone Inc. es un banco de inversión que gestiona activos principalmente en Estados Unidos y Europa, especialmente en inversión inmobiliaria. En España es conocido por realizar operaciones altamente polémicas como la compra de viviendas de protección oficial al Ayuntamiento de Madrid. Su actividad agresiva le ha valido que frecuentemente se le denomine como fondo buitre
 aunque estrictamente hablando sería una banco de inversión alternativa.
Fue fundado en 1985 en Estados Unidos por Peter G. Peterson y Stephen A. Schwarzman, ambos provenientes del banco de inversión Lehman Brothers. La compañía tiene su sede en Nueva York y cuenta con oficinas en Atlanta, Boston, Londres, Hamburgo (Alemania), París (Francia), Bombay (India), Sídney (Australia) y Hong Kong. 
Las actividades del grupo estuvieron centradas en un principio en torno a operaciones de fusión y adquisición de empresas, pero el desarrollo de la empresa la ha llevado a diversificar en áreas tales como inversión de capital, administración de bienes raíces, inversión en deuda de compañías en crisis y reorganización de compañías en dificultades.
Blackstone es conocida por sus importantes inversiones, entre las que destacan TDC A/S en Dinamarca, Nielsen Company en los Países Bajos y los hoteles Hilton. El grupo también está muy presente en el campo de parques de ocio, a través de sus subsidiarias Merlin Entertainments y SeaWorld Parks & Entertainment, y es el principal competidor de Disney a escala mundial.

## Historia
Blackstone fue fundada en 1985 por dos exejecutivos de Lehman Brothers llamados Peter George Peterson y Stephen A. Schwarzman, a partir de un capital inicial de 400.000 dólares. El origen del nombre de Blackstone está ligado a los nombres de los dos cofundadores: Schwarz significa "negro" en alemán (black en inglés), y "Peter", del griego petra, que significa piedra (stone en inglés).
En 1987 Roger C. Altman, uno de los banqueros más afamados de Wall Street por gestionar intereses de actores famosos, se unió a ellos, tras abandonar previamente Lehman Brothers. Salió de Blackstone en 1992 para asesorar al gobierno de Bill Clinton como Secretario del Tesoro de los Estados Unidos.
Blackstone fue originalmente una empresa de fusiones y adquisiciones, la primera de las cuales fue en 1987, con la fusión de dos bancos de inversión, E. F. Hutton & Co. y Shearson Lehman Brothers. El año siguiente, Blackstone estuvo involucrado en la venta por CBS Records de CBS, a Sony Music.
A principios de 1987, Blackstone comenzó a diversificar y pronto se convertiría en una empresa líder de capital inversión privada global. Así, después de dos años en los que Blackstone se había centrado en su negocio de consultoría, los fundadores de Blackstone, creyendo que la mayoría de las situaciones requerían la presencia de un inversor, decidieron redirigir sus actividades a un modelo más cercano al de los bancos comerciales.
El negocio creció rápidamente, y en 1988, Nikko Securities, que había participado en la formación del primer fondo de Blackstone, adquirió el 20% del capital del grupo por 100 millones de dólares, valorando Blackstone en 500 millones. La inversión de Nikko hace posibles grandes adquisiciones, como las de CNW Corporation en junio de 1989.

### Inversiones
La década de 1990 es testigo del desarrollo internacional del grupo. En 1990 Blackstone estableció asociaciones en Reino Unido y Francia (con Indosuez, ahora Crédit Agricole Corporate and Investment Bank). Una célula europea se creó en 1991 para promocionar el grupo internacionalmente. Paralelamente, Blackstone también continúa diversificándose, con la creación de fondos de fondos, especializados en fondos de pensiones y el inicio de la actividad inmobiliaria. De hecho, el grupo realizó varias adquisiciones importantes, como las cadenas hoteleras Ramada y Howard Johnson en 1990 y Days Inn en 1991. En 1993, Blackstone compró la cadena Super 8 Motels.
En la década de 2000, el grupo se convirtió en un jugador importante en el campo de parques de ocio con la adquisición de varias cadenas de parques, como el parque temático Legoland en 2005, pero sobre todo con la compra de:
- Hilton Group en julio de 2007, por más de 20.000 millones de dólares.
- Tussauds Group en 2007, por 1.000 millones de libras.
- Busch Entertainment Corporation, ahora SeaWorld Parks & Entertainment, por 2.700 millones de dólares en 2009.

Blackstone se convirtió así en el principal competidor de The Walt Disney Company y de su filial Walt Disney Parks and Resorts en todo el mundo. Esta rivalidad fue más pronunciada en Florida, donde el grupo poseía todos los parques principales de Walt Disney World Resort, incluido Universal Orlando Resort, tras una asociación con NBC Universal. El 7 de junio de 2011, Blackstone vendió su participación en NBC Universal, que desembolsó $ 1,000 millones para convertirse en el único accionista de Universal Orlando Resort.

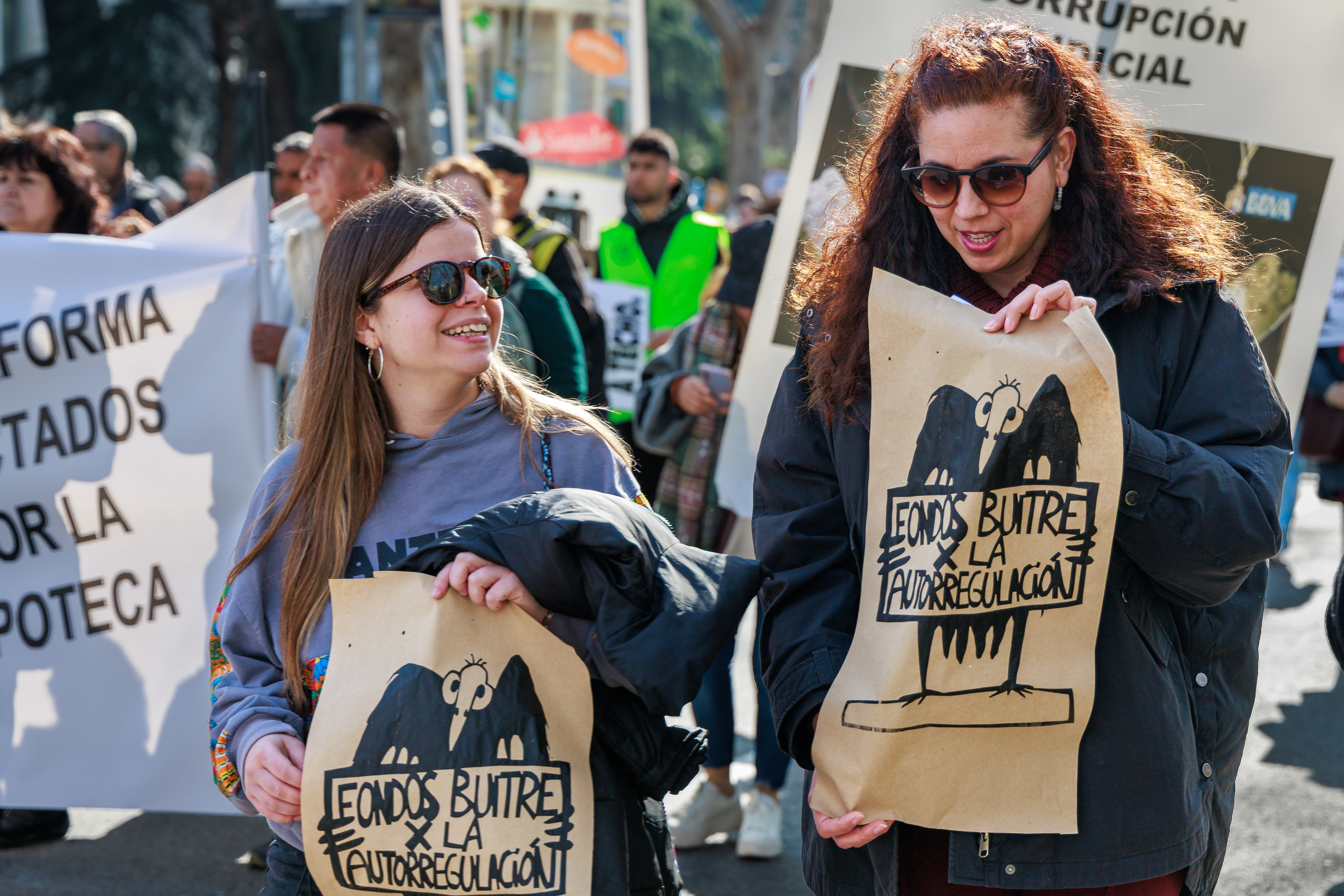
Manifestantes protestan en Madrid contra los fondos buitre.

Blackstone es famoso en España por ocupar un lugar central en la especulación inmobiliaria nacional. El fondo posee 30.000 viviendas que controla a través de sus socimis, habiéndose convertido ya en el "principal casero" del país. En 2013 Blackstone protagoniza una polémica gestión con el Ayuntamiento de Madrid gobernado por Ana Botella cuyas consecuencias aún se están desarrollando. Blackstone adquirió un parque de 1.860 viviendas, 1.797 plazas de garaje y 1.569 trasteros de propiedad pública por un valor inferior al nominal. Este fondo buitre ha tenido una indicencia notoria en la situación del alquiler en España, retratada tanto por organismos públicos como el Consejo de la Juventud de España en sus informes de emancipación como por grupos como la Plataforma de Afectados por la Hipoteca, que han denunciado el oligopolio especulativo llevado a cabo por Blackstone. Blackstone llegó a duplicar el precio de los alquileres en la ciudad de Madrid en un período de tan solo tres años, afectando a la intensificación de prácticas especulativas.
En septiembre de 2015, Blackstone adquiere el fondo de propiedad Strategic Hotels & Resorts por 6.000 millones de dólares.

#### Inversiones desde 2016
En enero de 2016, Blackstone Real Estate Partners VIII L.P. adquirió BioMed Realty Trust por $ 8 mil millones.
En febrero de 2016, Blackstone vendió cuatro edificios de oficinas a Douglas Emmett por $ 1,34 mil millones.
En abril de 2016, Blackstone adquirió el 84% de la participación de Hewlett-Packard Enterprise en la empresa india de servicios de TI Mphasis.
El 4 de enero de 2017, Blackstone adquirió SESAC, una organización de derechos musicales.
El 10 de febrero de 2017, Aon PLC acordó vender su plataforma de subcontratación de recursos humanos por $ 4,3 mil millones a Blackstone Group L.P., creando una nueva compañía llamada Alight Solutions.
El 19 de junio de 2017, Blackstone adquirió una participación mayoritaria en The Office Group, valorando la empresa en 640 millones de dólares.
En julio de 2017, la compañía anunció una inversión en Leonard Green & Partners.
En enero de 2018, la empresa adquirió Pure Industrial, un fideicomiso canadiense de inversión inmobiliaria por 2.500 millones de dólares canadienses.
En enero de 2018, la compañía anunció un acuerdo de adquisición del 55% de la unidad Financiera y de Riesgo de Thomson Reuters por $ 20 mil millones.
En marzo de 2018, Blackstone Real Estate Income Trust, Inc. adquirió una cartera de propiedades industriales de 20 millones de m² de Cabot Properties por 1800 millones de dólares.
En marzo de 2018, el Strategic Capital Holdings Fund de Blackstone invirtió en Rockpoint Group.
En marzo de 2018, el Strategic Capital Holdings Fund de la empresa anunció una inversión en Kohlberg & Company, una empresa de capital privado.
En abril de 2018, Blackstone compra el grupo de juego Cirsa, matriz de la casa de apuestas Sportium entre otras empresas, en una operación valorada en 2.000 millones de euros y en la que también se incluyó la deuda del grupo.
En septiembre de 2018, la empresa adquiere el control de Luminor Bank en los países bálticos.
En octubre de 2018, Blackstone lanzó Refinitiv, la compañía resultante de su acuerdo de enero por una participación del 55% en el negocio de Thomson Reuters Financial and Risk.
En octubre de 2018, Blackstone anunció la compra de Clarus. El acuerdo incluye activos por valor de 2.600 millones de dólares.
En marzo de 2019, Blackstone adquirió una participación minoritaria en YES Network.
En abril de 2019, Blackstone adquirió una participación mayoritaria en la empresa de envasado de tubos Essel Propack por 310 millones de dólares.
En junio de 2019, Blackstone anunció que se había asociado con la Junta de Inversiones del Plan de Pensiones de Canadá y KIRKBI para comprar Merlin Entertainment, los propietarios de Legoland en un acuerdo por valor de £ 5.9 mil millones. Esta sería la segunda vez que Blackstone sería propietario de la empresa, ya que la compró anteriormente en 2005.
El 15 de julio de 2019, Blackstone anunció sus planes para adquirir Vungle, una plataforma líder de marketing de rendimiento móvil.
En septiembre de 2019, Blackstone anunció el acuerdo de compra de una participación mayoritaria del 65% en Great Wolf Resorts de Centerbridge Partners. Planean formar una empresa conjunta por valor de 2900 millones de dólares o más.
El 8 de noviembre de 2019, Blackstone Group adquirió una participación mayoritaria en MagicLab, el propietario de la aplicación de citas Bumble.
El 15 de noviembre de 2019, Blackstone Group invirtió $ 167 millones en el holding de Future Lifestyle Fashions Ltd., Ryka Commercial Ventures Pvt. Ltd.
El 18 de noviembre de 2019, Blackstone Real Estate Income Trust, Inc. adquirió el complejo Bellagio en Las Vegas, de MGM Resorts en una transacción de venta con arrendamiento posterior.
El 25 de noviembre de 2019, Reuters informó que Blackstone planeaba invertir 400 millones de dólares en una empresa conjunta con la farmacéutica suiza Ferring. La empresa conjunta trabajará en terapia génica para el cáncer de vejiga. La inversión representa la mayor inversión de Blackstone Group en el desarrollo de medicamentos hasta la fecha.
En marzo de 2020, Blackstone anunció que compraría una participación mayoritaria en HealthEdge, una empresa de software para el cuidado de la salud. El acuerdo por valor de $ 700 millones se completó el 13 de abril de 2020.
En julio de 2020, Blackstone invirtió 200 millones de dólares estadounidenses en la marca sueca de leche de avena, Oatly, por una participación del 7% en la empresa, lo que provocó indignación entre algunos segmentos de su base de clientes.
En agosto de 2020, Blackstone anunció que compraría una participación mayoritaria en Ancestry.com por $ 4,7 mil millones (incluida la deuda).
En agosto de 2020, Blackstone adquirió Takeda Consumer Healthcare por $ 2.3 mil millones.

## Operaciones
Blackstone opera a través de cuatro departamentos principales: capital privado; bienes raíces; fondos de cobertura; y crédito.

### Capital privado corporativo
En 2019, Blackstone era la empresa de capital privado más grande del mundo por compromisos de capital según la clasificación de Private Equity International. La firma invierte a través de inversiones minoritarias, asociaciones corporativas y consolidaciones de la industria y, ocasionalmente, inversiones iniciales. Se enfoca en inversiones amigables en empresas de gran capitalización.
Blackstone se ha basado principalmente en fondos de capital privado, fondos comunes de capital comprometido de fondos de pensiones, compañías de seguros, dotaciones, fondos de fondos, personas de alto patrimonio neto, fondos soberanos y otros inversores institucionales. Desde 1987 hasta su salida a bolsa en 2007, Blackstone invirtió aproximadamente $ 20 mil millones en 109 transacciones de capital privado.
Las inversiones más notables de Blackstone incluyen Allied Waste,  AlliedBarton Security Services, Graham Packaging, Celanese, Nalco, HealthMarkets, Houghton Mifflin, American Axle, TRW Automotive, Catalent Pharma Solutions, Prime Hospitality, Legoland, Madame Tussauds, Luxury Resorts (LXR), Pinnacle Foods, Hilton Hotels Corporation, Motel 6, Apria Healthcare, Travelport, The Weather Channel (Estados Unidos) y The PortAventura Resort. En 2009, Blackstone compró Busch Entertainment (que comprende Sea World Parks, Busch Garden Parks y los dos parques acuáticos)
En 2012, Blackstone adquirió una participación mayoritaria en Vivint, Inc., una empresa de energía, seguridad y automatización del hogar con sede en Utah.

### Bienes raíces
Las inversiones inmobiliarias más notables de Blackstone incluyen EQ Office, Hilton Worldwide, Trizec Properties, Center Parcs UK, La Quinta Inns & Suites, Motel 6, Wyndham Worldwide, Southern Cross Healthcare y Vicinity Centers.
La compra y posterior salida a bolsa de Southern Cross generó controversia en el Reino Unido. Parte de la compra implicó dividir el negocio en una empresa inmobiliaria, NHP, y un negocio de residencias de ancianos, que según Blackstone se convertiría en "la empresa líder en el mercado del cuidado de personas mayores". En mayo de 2011, Southern Cross, ahora independiente, estaba casi en bancarrota, poniendo en peligro a 31.000 residentes de edad avanzada en 750 residencias. Negó la culpa, aunque Blackstone fue ampliamente acusado en los medios de comunicación por vender a la empresa con un modelo de negocio insostenible y paralizado con una estrategia de venta y retro-arrendamiento imposible.
Después de la crisis de las hipotecas de alto riesgo de 2007-2010 en los Estados Unidos, Blackstone Group LP compró más de $ 5.5 mil millones en viviendas unifamiliares para alquilar y luego venderlas cuando los precios subieran.
En 2014, Blackstone vendió edificios de oficinas del norte de California por $ 3.5 mil millones.
En 2018, se plantearon críticas con respecto a un acuerdo de compra de varios cientos de apartamentos en Frederiksberg, Dinamarca, entre el socio danés de Blackstone North 360 y Frederiksberg Boligfond, una organización de vivienda sin fines de lucro establecida por el municipio de Frederiksberg en 1930. Después de la resistencia de los residentes y las preguntas sobre el legalidad del acuerdo de compra, Blackstone se retiró en octubre de 2019.

### Gestión de activos alternativos comercializables
En 1990, Blackstone creó un fondo de negocios de fondos de cobertura para administrar los activos internos de Blackstone y sus altos directivos. Este negocio se convirtió en el segmento de gestión de activos alternativos comercializables de Blackstone, que se abrió a inversores institucionales. Entre las inversiones incluidas en este segmento se encuentran fondos de hedge funds, deuda subordinada, vehículos de deuda sénior, hedge funds propietarios y fondos mutuos cerrados.
En marzo de 2008, Blackstone adquirió GSO Capital Partners, un administrador de activos alternativo orientado al crédito, por $ 620 millones en efectivo y acciones y hasta $ 310 millones a través de una ganancia durante los próximos cinco años en función de los objetivos cumplidos. La entidad combinada creó una de las mayores plataformas crediticias en el negocio de gestión alternativa de activos, con más de 21.000 millones de dólares bajo gestión.  GSO fue fundada en 2005 por Bennett Goodman, Tripp Smith y Doug Ostrover. El equipo de GSO había gestionado previamente los negocios financieros apalancados en Donaldson, Lufkin & Jenrette y más tarde en Credit Suisse First Boston, después de que adquirieran DLJ. Blackstone había sido un inversor original en los fondos de GSO. Después de la adquisición, Blackstone fusionó las operaciones de GSO con sus operaciones de inversión de deuda existentes.